# 成侯 (晋)
成侯（せいこう、生没年不詳）は、中国の西周時代の晋の君主。姓は姫、名は服人。

## 生涯
晋の武侯の子として生まれた。武侯が死去すると、後を嗣いで成侯が晋侯として即位した。成侯が死去すると、子の厲侯が晋侯として即位した。